# قره-ساداک
قره-ساداک (به لاتین: Kara-Sadak) یک منطقهٔ مسکونی در قرقیزستان است که در استان اوش واقع شده‌است. قره-ساداک ۸۰۴ متر بالاتر از سطح دریا واقع شده‌است.